# Kōsuke Toriumi
Kōsuke Toriumi (鳥海 浩輔?, Toriumi Kōsuke; Chigasaki, 16 maggio 1973) è un doppiatore giapponese.

## Ruoli interpretati

### Serie animate
- Basilisk (Koga Gennosuke)
- Bleach (Szayel Apollo Grantz)
- Boruto (Kiba Inuzuka)
- Danganronpa: The Animation (Kiyotaka Ishimaru)
- Fairy Tail (Acnologia)
- Fire Force (Amon Hajiki)
- Hi Score Girl (Charlie Nash)
- Le bizzarre avventure di JoJo: Vento Aureo (Guido Mista)
- Mieruko-chan (Mamoru Yotsuya)[1]
- Naruto (Kiba Inuzuka)
- Naruto: Shippuden (Kiba Inuzuka)
- Nokotan - In cerVa di amici (Narratore)
- One Piece (Stelly)
- One-Punch Man (Flash l'Abbagliante)
- Solo Leveling (Lim Tae-Gyu)
- Toriko (Match)
- Transformers Energon (Hotshot)
- Trapped in a Dating Sim: The World of Otome Games Is Tough for Mobs (Jilk Fia Marmoria)[2]

### OAV
- Hunter × Hunter: Greed Island (Goreinu)

### Film animati
- Fairy Tail The Movie: Dragon Cry (Acnologia)
- My Hero Academia: Heroes Rising (Mummy)
- Naruto Shippuden - Eredi della Volontà del Fuoco (Kiba Inuzuka)
- Naruto - Il film: La prigione insanguinata (Kiba Inuzuka)
- Naruto - La via dei ninja (Kiba Inuzuka)
- The Last: Naruto the Movie (Kiba Inuzuka)

### Videogiochi
- Arknights (Broca)
- Baten Kaitos: Le Ali Eterne e L'oceano Perduto (Kalas)
- BlazBlue: Cross Tag Battle (Gordeau)
- Blaze Union: Story to Reach the Future (Garlot)
- Bleach: Brave Souls (Szayel Apollo Grantz, Cien Grantz)
- Code Vein (Yakumo Shinonome)
- Danganronpa: Trigger Happy Havoc (Kiyotaka Ishimaru)
- Danganronpa V3: Killing Harmony (Kiyotaka Ishimaru)
- Disgaea: Hour of Darkness (Kurtis)
- Disgaea RPG (Kurtis)
- Dissidia Final Fantasy NT (Zenos yae Galvus)
- Dragon Ball Xenoverse (Demigra)
- Dragon Ball Xenoverse 2 (Demigra)
- Dynasty Warriors 8 (Li Dian)
- Dynasty Warriors 9 (Li Dian)
- Dynasty Warriors: Origins (Li Dian)
- Etrian Odyssey Untold: The Millennium Girl (Highlander)
- Fairy Tail (videogioco) (Acnologia)
- Fairy Tail 2 (Acnologia)
- Fate/EXTRA (Archer/Robin Hood)
- Fate/EXTRA CCC (Archer/Robin Hood)
- Fate/Grand Order (Archer/Robin Hood, Berserker/Asterios)
- Fate/Extella Link (Archer/Robin Hood)
- Final Fantasy XIV: Stormblood (Zenos yae Galvus, Yazmat)
- Final Fantasy XIV: Shadowbringers (Zenos yae Galvus)
- Final Fantasy XIV: Endwalker (Zenos yae Galvus)
- Fire Emblem Heroes (Narcian, Hector, Bramimond)
- Fire Emblem: Engage (Hector)
- G.A.S.P!! Fighters' NEXTream (Kaoru Yaegashi)
- Genshin Impact (Kaeya)
- Granblue Fantasy (Isaac, Yuri Lowell, Mikazuki Munichika)
- JoJo's Bizarre Adventure: Eyes of Heaven (Sports Maxx)
- JoJo's Bizarre Adventure: All Star Battle R (Guido Mista)
- Like a Dragon: Ishin! (Rintaro Katsu)
- Like a Dragon: Infinite Wealth (Masato Arakawa)
- Luminous Arc (Heath)
- Mega Man 11 (Acid Man)
- Namco x Capcom (Strider Hiryu, Strider Hien)
- Persona 2: Innocent Sin (Eikichi Mishina)
- Persona 2: Eternal Punishment (Eikichi Mishina)
- Persona 3 (Junpei Iori)
- Persona 3 FES (Junpei Iori)
- Persona 4 Arena Ultimax (Junpei Iori)
- Persona Q: Shadow of the Labyrinth (Junpei Iori)
- Persona 3: Dancing in Moonlight (Junpei Iori)
- Persona Q2: New Cinema Labyrinth (Junpei Iori)
- Persona 3 Reload (Junpei Iori)
- Pokémon Masters EX (Brock, Laburno)
- Project X Zone (Yuri Lowell)
- Project X Zone 2 (Strider Hiryu, Yuri Lowell)
- Rune Factory 4 (Leon)
- Rune Factory 4 Special (Leon)
- Shinobi (Shirogane)
- Soul Nomad & the World Eaters (Endorph)
- Soulcalibur II (Hong Yun-Seong)
- Soulcalibur III (Hong Yun-Seong)
- Soulcalibur IV (Hong Yun-Seong)
- Soulcalibur: Broken Destiny (Hong Yun-Seong)
- Stella Glow (Klaus)
- Street Fighter Alpha 3 (Fei Long)
- Street Fighter V (Charlie Nash)
- Strider 2 (Strider Hiryu, Strider Hien)
- Summon Night (Locus)
- Super Robot Wars Z3: Hell Chapter (Andy W. Hole)
- Super Robot Wars Z3: Heaven Chapter (Andy W. Hole)
- Super Robot Wars 30 (Giuliano Visconti)
- Super Smash Bros. for Nintendo 3DS e Wii U (Little Mac)
- Super Smash Bros. Ultimate (Little Mac)
- Tales of Vesperia (Yuri Lowell)
- Tales of the Rays (Yuri Lowell)
- Tales of Crestoria (Yuri Lowell)
- Tokyo Xanadu (Shio Takahashi)
- Ultimate Marvel vs. Capcom 3 (Phoenix Wright)
- Under Night In-Birth (Gordeau)
- Under Night In-Birth II [Sys:Celes] (Gordeau)
- Warriors Orochi 4 (Li Dian)
- Yakuza: Like a Dragon (Masato Arakawa/Ryo Aoki)
- Zero Escape: Virtue's Last Reward (Sigma)
- Zone of the Enders (Slash, caporale, ragazzo 1)

### Ruoli doppiati
- L'isola dei dinosauri (Alex)